# والتزینگ ماتیلدا
والتزینگ ماتیلدا (به انگلیسی:Waltzing Matilda) از مشهورترین تصنیف های استرالیا است و به عنوان "سرود ملی غیر رسمی" این کشور توصیف می شود. 
اشعار اصلی در سال ۱۸۹۵ توسط بانجو پاترسون ، شاعر استرالیایی نوشته شده است و اولین بار به عنوان نت در سال ۱۹۰۳ منتشر شد. در سال ۲۰۱۲، شهر وینتون برای یادآوری اهمیت آهنگ در اذهان استرالیایی ها ، مراسم افتتاحیه روز Waltzing Matilda را که در 6 آوریل ، سالگرد اولین اجرای آن برگزار می شود ، ترتیب داد.  
این آهنگ برای اولین بار در سال ۱۹۲۶با اجرای جان کالینسون و راسل کالو ضبط شد.  در سال ۲۰۰۸، این ضبط "Waltzing Matilda" به ضبط Sounds of Australia در بایگانی فیلم و صدا ملی اضافه شد ، که می گوید تعداد ضبط های "Waltzing Matilda" بیش از هر آهنگ دیگر استرالیایی است. 

## متن ترانه

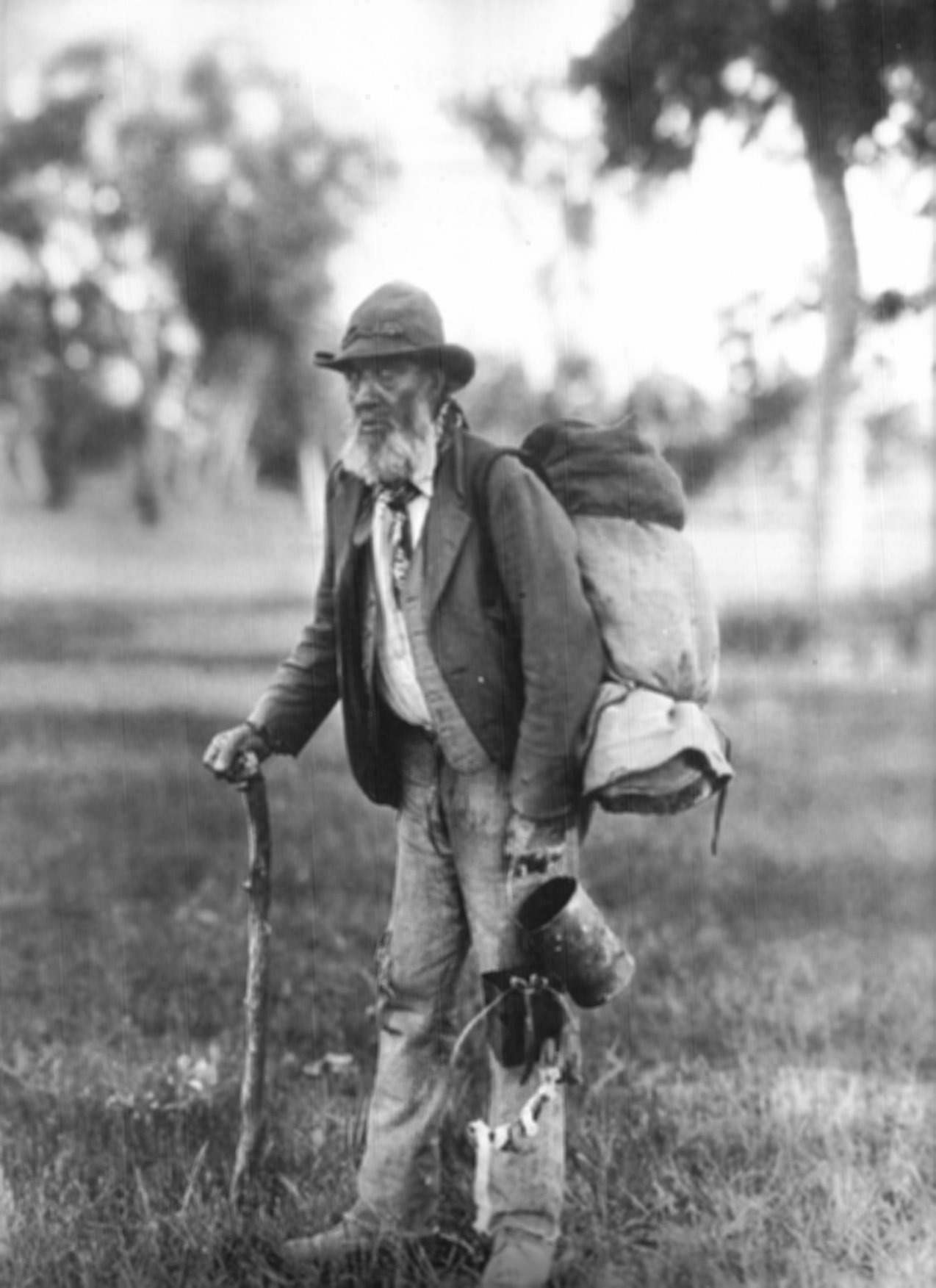
مرتبط

Once a jolly swagman camped by a billabong
Under the shade of a coolibah tree,
And he sang as he watched and waited till his "Billy" boiled,
"You'll come a-waltzing Matilda, with me."
Waltzing Matilda, waltzing Matilda,
You'll come a-waltzing Matilda, with me,
And he sang as he watched and waited till his "Billy" boiled,
"You'll come a-waltzing Matilda, with me."
Down came a jumbuck to drink at that billabong,
Up jumped the swagman and grabbed him with glee,
And he sang as he shoved that jumbuck in his tucker bag,
"You'll come a-waltzing Matilda, with me."
Up rode the squatter, mounted on his thoroughbred.
Down came the troopers, one, two, and three.
"Whose is that jumbuck you've got in your tucker bag?
You'll come a-waltzing Matilda, with me."
Up jumped the swagman and sprang into the billabong.
"You'll never catch me alive!" said he
And his ghost may be heard as you pass by that billabong:
"You'll come a-waltzing Matilda, with me."